# Tarasiwka (rejon kamieniecki)
Tarasiwka (ukr. Тарасівка; pol. hist. Tarasówka) – wieś na Ukrainie, w obwodzie chmielnickim, w rejonie kamienieckim.
We wsi znajduje się przystanek kolejowy Muksza, położony na linii Chmielnicki – Kelmieńce.

## Historia
W czasach Rzeczypospolitej wieś leżała w województwie podolskim. Odpadła od Korony w wyniku II rozbioru.
W XIX i w początkach XX w. położona była w Rosji, w guberni podolskiej, w powiecie kamienieckim, w gminie Bohowica.
Po I wojnie światowej pod administracją polską, w Zarządzie Cywilnym Ziem Wołynia i Frontu Podolskiego, w okręgu podolskim, w powiecie kamienieckim.
W wyniku postanowień traktatu ryskiego znalazła się w granicach Związku Sowieckiego. Od 1991 w niepodległej Ukrainie.